# Maker of Men
Maker of Men é um filme norte-americano de 1931, do gênero drama, dirigido por Edward Sedgwick, que coescreveu o roteiro com Howard J. Green.

## Sinopse
Dudley é o treinador de futebol americano de uma universidade que já perdeu dois títulos. Ele obriga o filho Bob, covarde e indolente, a jogar no time. No jogo final, a má atuação de Bob resulta em derrota. Desprezado por todos, inclusive pela namorada Dorothy, o rapaz vai para uma escola rival e ganha o jogo contra o time do pai.

## Elenco
| Ator/Atriz       | Personagem     |
| ---------------- | -------------- |
| Jack Holt        | Dudley         |
| Richard Cromwell | Bob            |
| Joan Marsh       | Dorothy        |
| John Wayne       | Dusty Rhodes   |
| Natalie Moorhead | Senhora Rhodes |
| Richard Tucker   | Senhor Rhodes  |
| Walter Catlett   | McNeil         |
| Ethel Wales      | Tia Martha     |
| Robert Alden     | Chick          |
| Paul Hurst       | Gabby          |